# The House in Fata Morgana
The House in Fata Morgana ist ein Visual Novel des japanischen Entwicklers Novectacle, das erstmals 2012 für Windows veröffentlicht wurde. Seitdem erschienen auch Umsetzungen für iOS, Nintendo 3DS, PlayStation Vita, PlayStation 4 sowie für Nintendo Switch. Größere Aufmerksamkeit außerhalb Japans erhielt der Titel 2021 durch besonders positive Bewertungen der Nintendo-Switch-Fassung.

## Handlung
Die Handlung von The House in Fata Morgana erstreckt sich über mehrere Jahrhunderte hinweg. Der Spieler erwacht ohne Erinnerung in einem alten Anwesen und erfährt von einer Angestellten, dass er der Hausherr sei. Das Dienstmädchen führt den Spieler durch die Villa, während dieser hinter jeder Tür mehr über die Tragödien und Romanzen erfährt, die sich in den vergangenen Jahrhunderten in dem Haus abspielten.

## Veröffentlichung
Ursprünglich erschien The House in Fata Morgana am 31. Dezember 2012 für Microsoft Windows und exklusiv in Japan. Eine iOS-Version folgte am 16. Mai 2014, ebenfalls nur auf Japanisch. Die erste englischsprachige Übersetzung der Windows-Fassung wurde am 13. Mai 2016 von MangaGamer veröffentlicht. Es folgten Umsetzungen für den Nintendo 3DS am 27. Juli 2016 und die für PlayStation Vita am 16. März 2017, beide zunächst wieder exklusiv in Japan.
Limited Run Games brachte die Playstation-Vita-Version im Mai 2019 auch nach Nordamerika und veröffentlichte kurz darauf am 11. Juni unter dem Titel The House in Fata Morgana: Dreams of the Revenants Edition eine aufbereitete Version, unter anderem mit neuen hochauflösenden Grafiken und zusätzlichem Inhalt für PlayStation 4. In Japan am 25. März 2021 beziehungsweise am 9. April 2021 in Nordamerika und Europa erschien diese Version unter gleichem Namen auch für Nintendo Switch. Enthalten sind die Hauptgeschichte, das Prequel A Requiem for Innocence, die Fortsetzung der Hauptgeschichte Reincarnation sowie weitere Kurzgeschichten.

## Rezeption
Insbesondere die Version für Nintendo-Switch erhielt überaus positive Kritik seitens der Fachpresse und dadurch erhöhte Aufmerksamkeit. Zeitweise hielt das Spiel einen perfekten Metascore von 100 aus 100 erreichbaren Punkten und ist nach Wertungsaggregator Metacritic bis heute mit 96 Punkten eines der bestbewerteten Spiele für die Plattform. Das deutschsprachige Online-Spielemagazin Games-Mag resümiert in seinem Test:

„Storytelling-Meilenstein und Genre-Referenz! Ja, The House in Fata Morgana: Dreams of the Revenants Edition ist die perfekte Visual Novel, die auf der Nintendo Switch ihr gleichermaßen passendes Zuhause gefunden hat.“

Dieser Darstellung setzt GamePro in Reaktion auf den (zu diesem Zeitpunkt) perfekten Metascore entgegen:

„The House in Fata Morgana ist weder das beste Spiel aller Zeiten, noch ist es revolutionär, wie eine Review behauptet. Es ist schlicht kein gutes Spiel.“

GamePro bemängelt in ihrem Testbericht insbesondere „erdrückende Frauenfeindlichkeit“ in der Handlung sowie eine mangelhafte Umsetzung der Horror-Elemente, indem die Autoren zu sehr auf Schock setzten, statt den Spieler „respektvoll mit [seinen] Ängsten zu konfrontieren“. Außerdem leide die Handlung inhaltlich an „mangelnder Substanz“ und die Visualisierungen seien „hübsch, aber steril“.
Die Switch-Version ist dabei die erste Umsetzung von The House in Fata Morgana, die überhaupt genug Bewertungen seitens der westlichen Spielepresse erhielt, um einen entsprechenden aggregierten Wert zu vergeben. Dennoch stießen auch die anderen Fassungen auf überwiegend positive Resonanz.